# Scyracepon tuberculosa
Scyracepon tuberculosa is een pissebed uit de familie Bopyridae. De wetenschappelijke naam van de soort is voor het eerst geldig gepubliceerd in 1905 door Walter Medley Tattersall.